# Wladimer Dżandżghawa
Wladimer Dżandżghawa, gruz. ვლადიმერ ჯანჯღავა, ros. Владимир Николаевич Джанджгава, Władimir Nikołajewicz Dżandżgawa (ur. 19 maja?/1 czerwca 1907 w Gubi, zm. 10 kwietnia 1982 w Tbilisi) – radziecki generał porucznik narodowości gruzińskiej, Bohater Związku Radzieckiego.

## Życiorys
W armii radzieckiej służył od roku 1927. Podczas II wojny światowej brał udział w kampanii fińskiej jako szef wydziału w sztabie dywizji w stopniu kapitana i później w wojnie z Niemcami, m.in. bitwie pod Kurskiem i w operacji pomorskiej jako dowódca 354 Dywizji Piechoty, wchodzącej w skład 65 Armii (2 Front Białoruski). Pod jego dowództwem dywizja zdobyła przyczółek nad Narwią. Podczas działań na Pomorzu Zachodnim w stopniu generała majora walczył w rejonie Dąbia i Gryfina w kwietniu 1945 i uczestniczył w forsowaniu Odry.
Po wojnie ukończył Wyższą Akademię Wojskową im. Woroszyłowa i został dowódcą dywizji, później korpusu, w 1953 otrzymał stopień generała porucznika. Następnie pracował jako minister spraw wewnętrznych Gruzińskiej SRR w latach 1954–1959, deputowany do Rady Najwyższej ZSRR oraz członek prezydiów republikańskiego Komitetu Obrońców Pokoju i wszechzwiązkowego SKWW. Od 1959 był w rezerwie.

## Odznaczenia
- Złota Gwiazda Bohatera Związku Radzieckiego (29 maja 1945)
- Order Lenina (dwukrotnie)
- Order Rewolucji Październikowej
- Order Czerwonego Sztandaru (trzykrotnie)
- Order Kutuzowa II klasy
- Order Wojny Ojczyźnianej I klasy
- Order Czerwonego Sztandaru Pracy
- Order Czerwonej Gwiazdy (dwukrotnie)
- Order „Znak Honoru”

I medale ZSRR oraz zagraniczne odznaczenia.